# Eric Himelfarb
Eric Himelfarb (* 1. Januar 1983 in Thornhill, Ontario) ist ein kanadischer Eishockeyspieler, der zuletzt bei den SCL Tigers in der National League unter Vertrag stand.

## Karriere

### Anfänge im Juniorenbereich
Eric Himelfarb begann seine Karriere 1999 bei den Sarnia Sting aus der kanadischen Juniorenliga OHL mit einer guten Debütsaison, als er in 62 Spielen auf 47 Scorerpunkte kam. 2000/01 konnte er sich steigern und erzielte in 49 Ligaspielen 31 Tore und bereitete weitere 44 vor. Himelfarb wurde daraufhin von den Montréal Canadiens in der sechsten Runde des NHL Entry Draft 2001 an Position 171 ausgewählt. In der folgenden Saison konnte er an die guten Leistungen anknüpfen, war Mannschaftskapitän und drittbester Scorer der Sting mit 83 Punkten. Im Sommer 2002 wechselte er innerhalb der OHL zu den Barrie Colts, wo jedoch seine Punkteausbeute stagnierte. 2003/04 spielte er bei den Kingston Frontenacs, wo er seine letzte OHL-Saison absolvierte. Nach der etwas schwächeren Saison in Barrie konnte er sich noch einmal steigern, war viertbester Scorer und zweitbester Vorbereiter der Liga.

### NHL/AHL

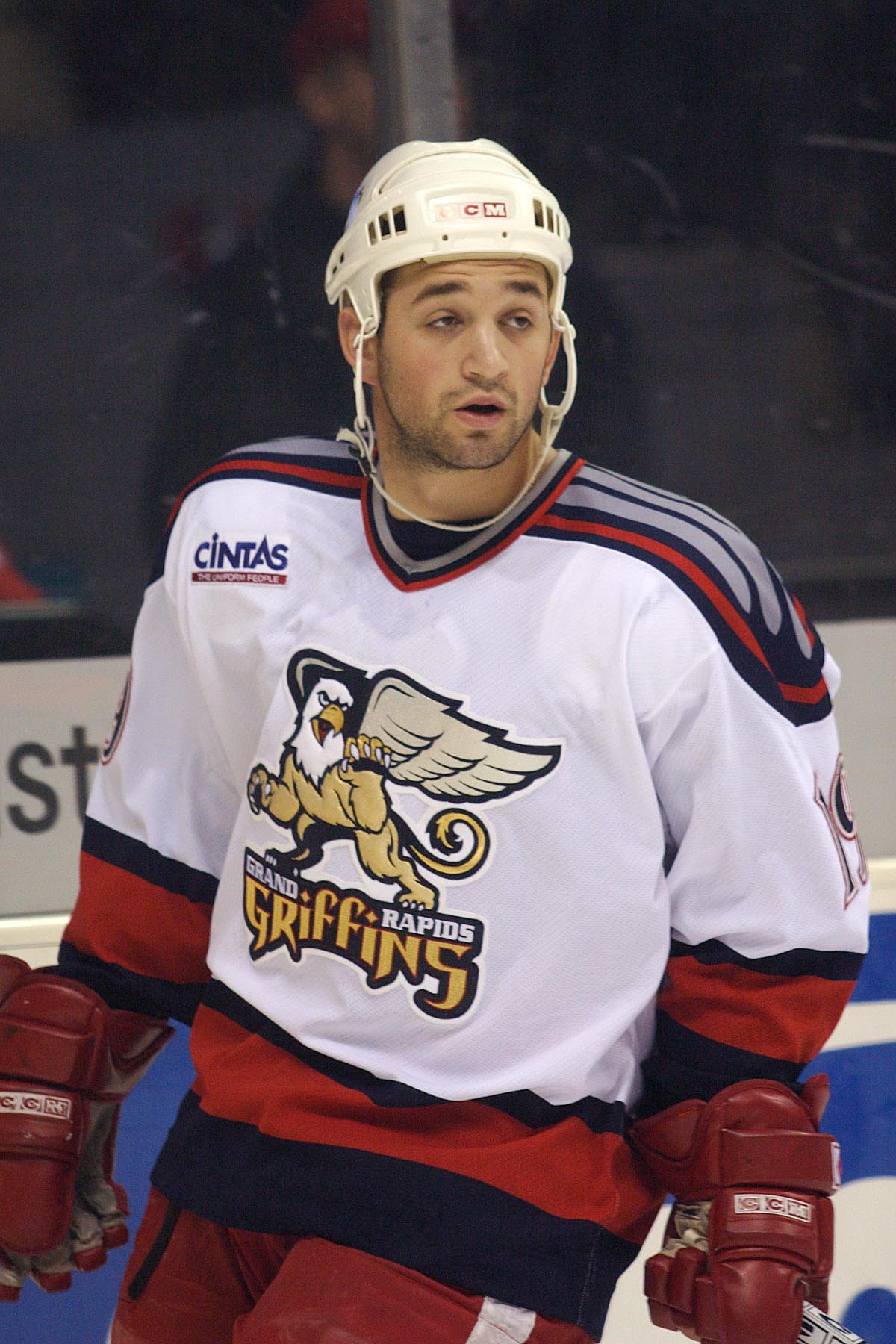
Eric Himelfarb (2005)

Nachdem die Frontenacs schon nach der ersten Runde aus den Playoffs ausgeschieden waren, nahmen ihn die Detroit Red Wings unter Vertrag, da die Montréal Canadiens die Rechte an Himelfarb verloren hatten. Für den Rest der Saison kam er beim Farmteam der Red Wings, den Grand Rapids Griffins, in der AHL zum Einsatz, wo er mit zwei Toren und drei Assists in den verbliebenen sieben Saisonspielen einen guten Eindruck hinterließ. Da die NHL-Saison 2004/05 wegen des Lockout ausfiel, hatte Himelfarb keine Möglichkeit dort zum Einsatz zu kommen und spielte weiter bei den Griffins in der AHL, wo er mit 43 Punkten seine guten Leistungen bestätigte und drittbester Scorer der Mannschaft war. In der Saison 2005/06 gingen die Werte von Himelfarb jedoch zurück und er konnte sich mit nur 28 Punkten nicht für den NHL-Kader der Red Wings empfehlen.

### Wechsel nach Europa
Nachdem Himelfarb auch in der Saison 2006/07 nicht über die Einsätze beim Farmteam hinauskam, entschied er sich im Sommer 2007 für einen Wechsel nach Europa in die zweitklassige National League B zum Lausanne HC wechselte. Nach einer Saison in der NLB bei Lausanne, verpflichtete der EHC Biel aus der erstklassigen National League A den Kanadier für eine Saison.
Nach Ablauf der Saison 2008/09 verließ Himelfarb den EHC Biel wieder und wechselte als Ersatz für den verletzten Alexandre Tremblay temporär zurück zum Lausanne HC. Nach zehn Partien in Lausanne wurde der Angreifer vom Ligakonkurrenten SC Langenthal verpflichtet, ehe er sich nach kurzer Zeit der Vereinslosigkeit im Dezember 2010 dem schwedischen Zweitligisten Rögle BK anschloss. Nach zwei Spielzeiten dort wechselte Himelfarb in die erstklassige Elitserien zu Linköpings HC.
Zu Beginn der Saison 2014/15 lief der Rechtsschütze zunächst für Leksands IF auf und spielte ab Auflösung seines Vertrages im Januar 2015 für die Malmö Redhawks. Mit den Redhawks stieg er 2015 in die Svenska Hockeyligan auf. Im Oktober 2016 wechselte Himelfarb in die Schweiz zu Hockey Thurgau. Für die Spielzeit 2017/18 unterzeichnete er einen Einjahresvertrag inklusive einer Option für ein weiteres Spieljahr bei den SCL Tigers aus der Schweizer National League, absolvierte jedoch nur 13 Einsätze für die Emmentaler Mannschaft und wurde ansonsten beim SC Langenthal und HC La Chaux-de-Fonds eingesetzt.

## Erfolge und Auszeichnungen
- 2012 Aufstieg in die Elitserien mit dem Rögle BK
- 2015 Aufstieg in die Svenska Hockeyligan mit den Malmö Redhawks